# Cuba Gooding Jr.

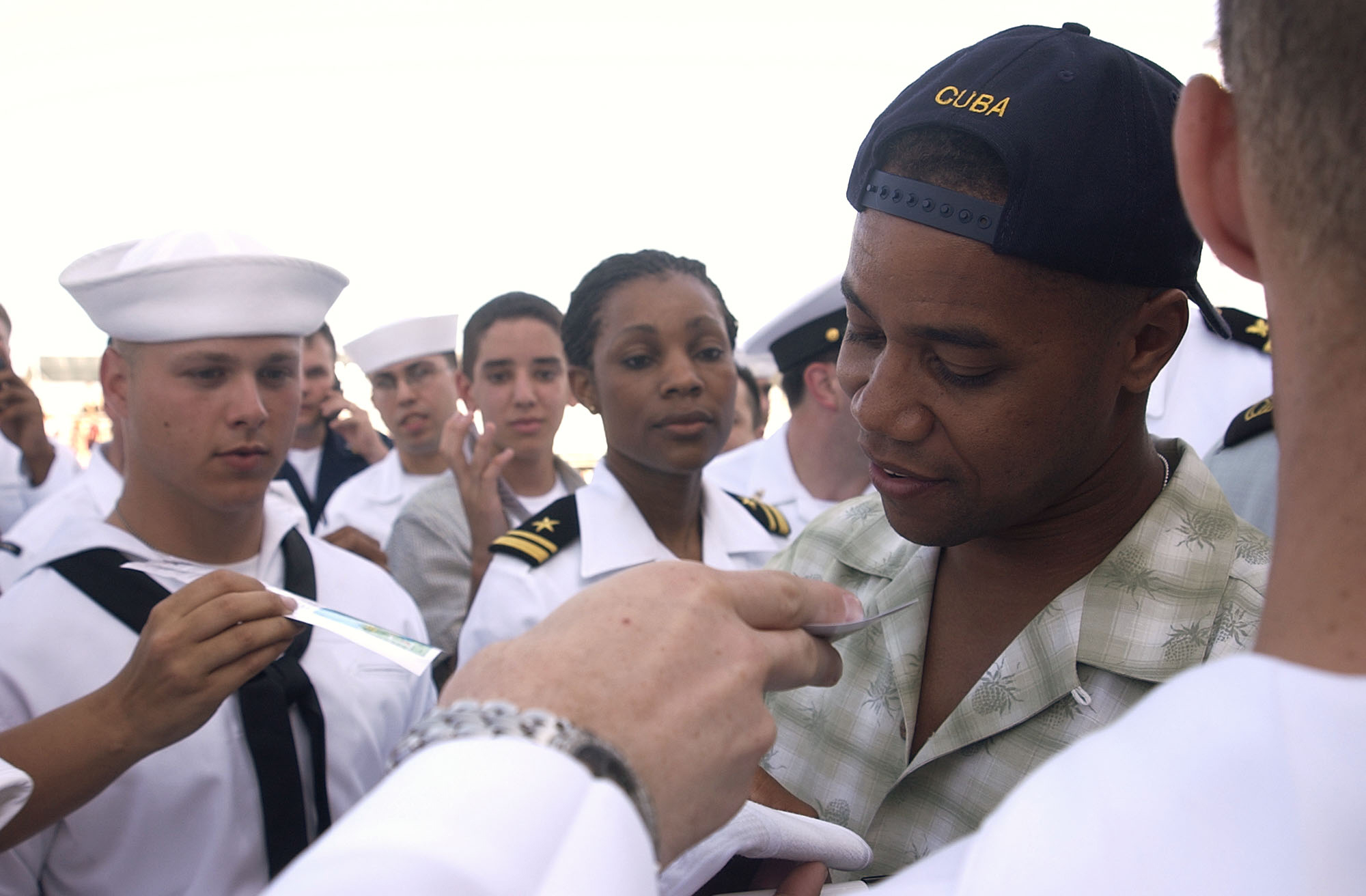

Cuba Gooding Jr. (ur. 2 stycznia 1968 na Bronksie w Nowym Jorku) – amerykański aktor filmowy, zdobywca Oscara.

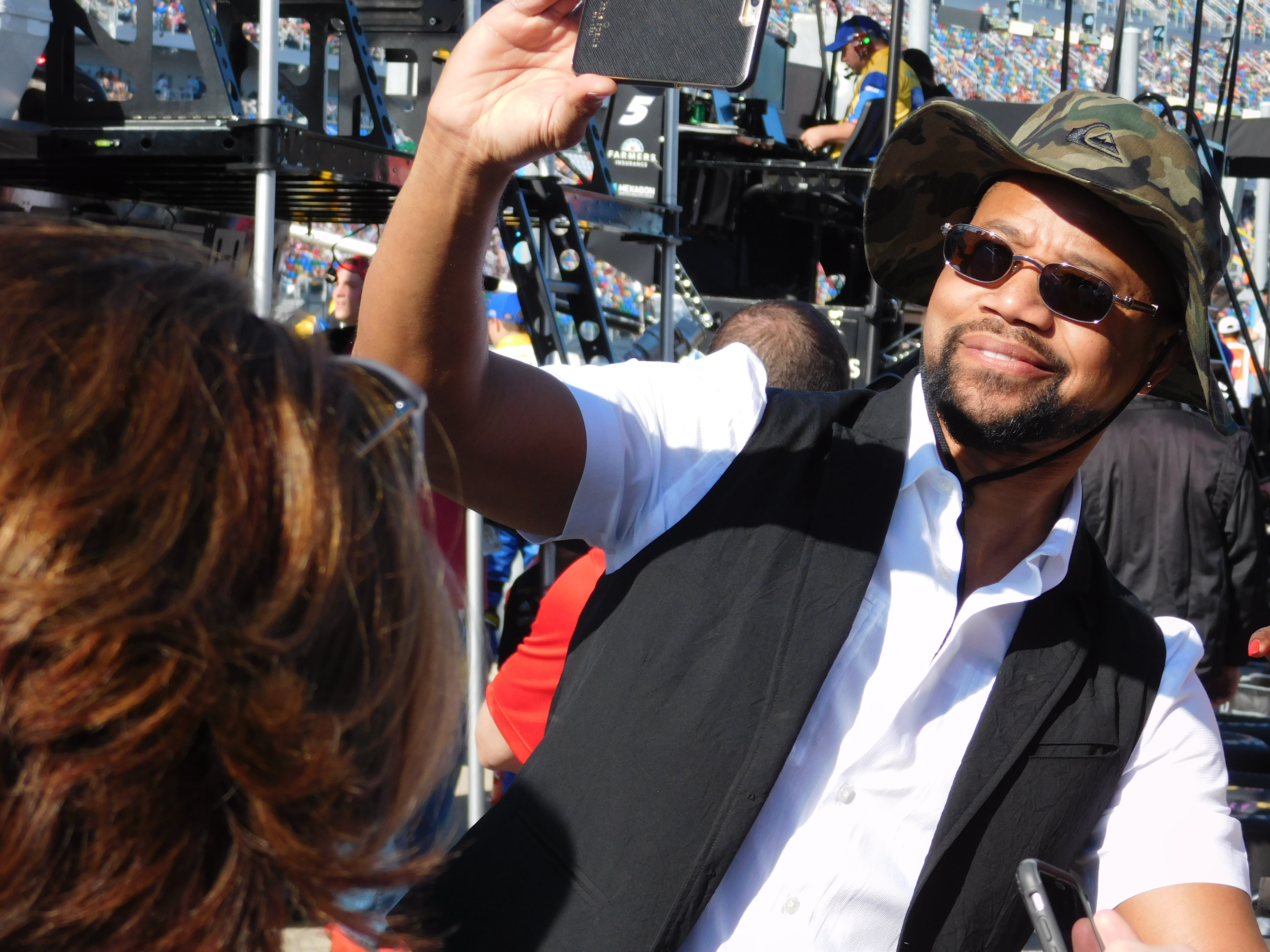
Cuba Gooding Jr. w 2016 podczas wyścigu Daytona 500

## Życiorys
Jest synem znanego muzyka soulowego o tym samym imieniu Cuby Goodinga Sr., stąd skrót Jr przy jego nazwisku. Karierę aktorską zaczynał występując w reklamówkach i telewizji (serial MacGyver) oraz grając epizody w filmach (Książę w Nowym Jorku). Przełomem okazała się rola w głośnym dramacie społecznym Chłopaki z sąsiedztwa (1991) Johna Singletona – od tego momentu Gooding Jr regularnie pojawia się na kinowym ekranie. Oscara zdobył w roku 1997 za drugoplanową rolę upartego futbolisty wspierającego swego agenta (Tom Cruise) w komedii Jerry Maguire. Inne znaczące pozycje filmowe, w których wystąpił to, m.in.: Lepiej być nie może (1997), Między piekłem a niebem (1998) czy Siła i honor (2000).

## Filmografia
- Książę w Nowym Jorku (Coming to America, 1988) jako chłopak u fryzjera
- Judgement (1989) jako oficer Alvarez
- Sing (1989) jako Stanley
- Chłopaki z sąsiedztwa (Boyz N the Hood, 1991) jako Tre Styles
- Morderstwo bez motywu (Murder Without Motive: The Edmund Perry Story, 1992) jako Tyree
- Gladiator (1992) jako Lincoln
- Ludzie honoru (A Few Good Men, 1992) jako kapral Carl Hammaker
- Terror przed świtem (Daybreak, 1993) jako Torch
- Sądna noc (Judgment Night, 1993) jako Mike Peterson
- Jack Błyskawica (Lightning Jack, 1994) jako Ben Doyle
- Eksplozja (Blown Away, 1994) jako saper
- Epidemia (Outbreak, 1995) jako major Salt
- Dwie matki (Losing Isaiah, 1995) jako Eddie Hughes
- Czarna eskadra (The Tuskegee Airmen, 1995) jako Billy Roberts (A-Train)
- Jerry Maguire (1996) jako Rod Tidwell
- Lepiej być nie może (As Good as It Gets, 1997) jako Frank Sachs
- Przysługa (Do Me a Favor, 1997) jako sprzedawca w sklepie monopolowym
- Między piekłem a niebem (What Dreams May Come, 1998) jako Albert
- Instynkt (Instinct, 1999) jako dr Theo Calder
- Stopień ryzyka (Chill Factor, 1999) jako Arlo
- Wersety zbrodni (A Murder of Crows, 1999) jako Lawson Russell
- The Gelfin (2000) jako Mitchell Lake
- Witamy w Hollywood (Welcome to Hollywood, 2000) jako w roli siebie samego
- Siła i honor (Men of Honor, 2000) jako Carl Brashear
- Pearl Harbor (2001) jako podoficer Doris 'Dorie' Miller
- Wyścig szczurów (Rat Race, 2001) jako Owen Templeton
- W cieniu śmierci (In the Shadows, 2001) jako Draven
- Statek miłości (Boat Trip, 2002) jako Jerry Robinson
- Śnieżne psy (Snow Dogs, 2002) jako dr Ted Brooks
- Wojna pokus (The Fighting Temptations, 2003) jako Darren
- Radio (2003) jako James Robert 'Radio' Kennedy
- Rogate ranczo (Home on the Range, 2004) jako Buck (głos)
- Zawód zabójca (Shadowboxer, 2005) jako Mikey
- Brudne sprawy (Dirty, 2005) jako oficer Salim Adel
- Decydująca gra (End Game, 2006) jako Alex Thomas
- Amerykański gangster (2007) jako Nicky Barnes
- Norbit (2007) jako Deion Hughes
- Małolaty na obozie (Daddy Day Camp, 2007) jako Charlie Hinton
- Pogranicze (Linewatch, 2008) jako Michael Dixon
- Bohater z wyboru (Hero Wanted, 2008) jako Liam Case
- Pod obserwacją (Hardwired 2009) jako Luke
- Spis drani (The Hit List, 2011) jako Jonas Arbor
- Red Tails (Red Tails, 2011) jako major Emanuelle Stance
- Krwawy odwet (Sacrifice, 2011) jako John Hebron
- Czas zbrodni (Ticking Clock, 2011) jako Lewis Hicks
- Mordercze starcie (One in the Chamber, 2012) jako Ray Carver
- Forever (od 2014) jako milioner zakochany w pani detektyw
- American Crime Story (2016-) jako O.J Simpson